# آنا بيورك
آنا بيورك (بالسويدية: Anna Björk)‏ هي ممثلة سويدية، ولدت في 12 مارس 1970 بترولهتان في السويد.

## وصلات خارجية
- آنا بيورك على موقع IMDb (الإنجليزية)
- آنا بيورك على موقع قاعدة بيانات الأفلام السويدية (السويدية)
- آنا بيورك على موقع قاعدة بيانات الفيلم (الإنجليزية)